# Embolia paradójica
La embolia paradójica se produce cuando se desprende un trombo del sistema venoso y provoca una embolia en el territorio de la circulación sistémica. Tiene lugar por el paso del trombo del corazón derecho al corazón izquierdo, generalmente por un defecto en el tabique interauricular. La embolia paradójica constituye una rareza y representa únicamente el 2% de las embolias que se producen. La causa más frecuente es la existencia de un foramen oval permeable que comunica la aurícula derecha con la aurícula izquierda, también puede deberse a una comunicación entre los dos ventrículos (comunicación interventricular), o a la 
existencia de una malformación arteriovenosa pulmonar por comunicación anómala entre los sistemas arterial y venoso pulmonar. Los síntomas dependen del área de la circulación arterial en que se produce la obstrucción de la corriente sanguínea, la manifestación más frecuente es un accidente cerebrovascular.